# Gracjan Prus Niewiadomski
Gracjan Prus Niewiadomski (ur. 2 lipca 1811 w Korczynie, zm. 21 maja 1882 w Rzeszowie) – weteran Legii Nadwiślańskiej Wojsk Polskich z 1831 roku.

## Życiorys
Syn Macieja. Jako uczeń 5 klasy gimnazjum wstąpił w szeregi ułanów i wziął udział w powstaniu listopadowym. Po nieudanej kampanii zbrojnej powrócił do Rzeszowa. Przez pewien czas administrował folwarkiem w Lachawie w powiecie sanockim oraz folwarkiem w Przeworsku, należącym do księdza Ludwika Boczkowskiego. 
Pochowany został na starym cmentarzu w Jarosławiu.

## Rodzina
Dwukrotnie żonaty: z Karoliną Korwin i Zenobią Leszczyńską ze Stuposian. Był ojcem dziesięciorga dzieci.